# Aarhus Tigers 2024
Questa voce raccoglie le informazioni riguardanti gli Aarhus Tigers nelle competizioni ufficiali della stagione 2024.

## 1. division 2024

### Stagione regolare
| Viby J 27 aprile 2024, ore 13:00 1ª giornata | Aarhus Tigers | 30 – 29 referto | Triangle Razorbacks | Bøgeskov Idrætsanlæg |

| Svenstrup J 5 maggio 2024, ore 13:00 2ª giornata | Aalborg 89ers | 22 – 6 referto | Aarhus Tigers | Dall-Ferslev Idrætsforening |

| Viby J 25 maggio 2024, ore 13:00 4ª giornata | Aarhus Tigers | 13 – 73 referto | Copenhagen Towers | Bøgeskov Idrætsanlæg |

| Nærum 1º giugno 2024, ore 13:00 5ª giornata | Søllerød Gold Diggers | 45 – 0 referto | Aarhus Tigers | Rundforbi Stadion |

| Viby J 22 giugno 2024, ore 13:00 7ª giornata | Aarhus Tigers | 18 – 50 referto | Søllerød Gold Diggers | Bøgeskov Idrætsanlæg (500 spett.) |

| Vejle 17 agosto 2024, ore 13:00 9ª giornata | Triangle Razorbacks | 42 – 8 referto | Aarhus Tigers | Kirkebakkehallen |

| Viby J 24 agosto 2024, ore 13:00 10ª giornata | Aarhus Tigers | 13 – 24 referto | Aalborg 89ers | Bøgeskov Idrætsanlæg |

| Gentofte 7 settembre 2024, ore 13:00 12ª giornata | Copenhagen Towers | 46 – 33 referto | Aarhus Tigers | Gentofte Sportspark |

## Statistiche di squadra
| Competizione      | %Vittorie | In casa | In casa | In casa | In casa | In casa | In casa | In trasferta | In trasferta | In trasferta | In trasferta | In trasferta | In trasferta | Totale | Totale | Totale | Totale | Totale | Totale |
| Competizione      | %Vittorie | G       | V       | N       | P       | Pf      | Ps      | G            | V            | N            | P            | Pf           | Ps           | G      | V      | N      | P      | Pf     | Ps     |
| ----------------- | --------- | ------- | ------- | ------- | ------- | ------- | ------- | ------------ | ------------ | ------------ | ------------ | ------------ | ------------ | ------ | ------ | ------ | ------ | ------ | ------ |
| Stagione regolare | .125      | 4       | 1       | 0       | 3       | 74      | 176     | 4            | 0            | 0            | 4            | 47           | 155          | 8      | 1      | 0      | 7      | 121    | 331    |
| Totale            | .125      | 4       | 1       | 0       | 3       | 74      | 176     | 4            | 0            | 0            | 4            | 47           | 155          | 8      | 1      | 0      | 7      | 121    | 331    |